# Kamil Jafar
Kamil Jafar oder Jaffar (* 8. November 1970) ist ein tschechischer Filmtechniker für Spezialeffekte.

## Karriere
Jafar begann seine Filmkarriere 2001 mit Drama Das Halsband der Königin. Seitdem arbeitet er als Filmtechniker für Spezialeffekte, also solche, die am Set praktisch entstehen. Seit 2004 und Hellboy arbeitet er regelmäßig an Actionfilmen, so auch Van Helsing, Der Rote Baron im Jahr 2008 oder Underworld: Blood Wars im Jahr 2018. Besonderen Erfolg erlangte 2022 die Romanverfilmung Im Westen nichts Neues von Edward Berger. Hierfür wurde er 2023 zusammen mit Markus Frank, Viktor Müller und Frank Petzold für einen Oscar und einen BAFTA in der Kategorie Beste visuelle Effekte nominiert. In einem Interview sagte er, dass er bereits sehr früh in die Produktion involviert war und aufgrund seiner Tätigkeit stets an den Dreharbeiten vor Ort beteiligt war.

## Filmografie (Auswahl)
- 2001: Das Halsband der Königin
- 2003: Ijung gancheob
- 2004: Eurotrip
- 2004: Hellboy
- 2004: Van Helsing
- 2004: Alien vs. Predator
- 2006: Fair Play
- 2007: La vie en rose
- 2008: Jumper
- 2008: Der Rote Baron
- 2008: Babylon A.D.
- 2008: Paris, Paris – Monsieur Pigoil auf dem Weg zum Glück
- 2009: 1943 – Kampf um das Vaterland
- 2009: Solomon Kane
- 2010: Utomlennye slntsem 2
- 2010: Kuky se vrací
- 2011: Faust
- 2012: Red Tails
- 2012–2013: Borgia (Fernsehserie, 24 Folgen)
- 2014: Fürst der Dämonen
- 2014: Transporter: Die Serie (Fernsehserie, 7 Folgen)
- 2015: Kind 44
- 2016: Rudý kapitán
- 2016: Nobel (Miniserie, 8 Folgen)
- 2016: Underworld: Blood Wars
- 2018: Werk ohne Autor
- 2018: Lore (Fernsehserie, 3 Folgen)
- 2019: Spider-Man: Far From Home
- 2019: Heimgesucht – Unglaubliche Berichte (Fernsehserie, 12 Folgen)
- 2019: In the Dusk
- 2021: Blood Red Sky
- 2022: Im Westen nichts Neues
- 2023: Blood & Gold

## Auszeichnungen
- 2023: NDFS-Award-Nominierung in der Kategorie Beste Visuelle Effekte für Im Westen nichts Neues
- 2023: BAFTA-Nominierung in der Kategorie Beste Visuelle Effekte für Im Westen nichts Neues
- 2023: Oscar-Nominierung in der Kategorie Beste Visuelle Effekte für Im Westen nichts Neues